# Pseudargyra cornuta
Pseudargyra cornuta är en tvåvingeart som beskrevs av Van Duzee 1930. Pseudargyra cornuta ingår i släktet Pseudargyra och familjen styltflugor. Inga underarter finns listade i Catalogue of Life.